# …And I Return To Nothingness
…And I Return To Nothingness — четвёртый мини-альбом американской дэткор-группы Lorna Shore, выпущенный 13 августа 2021 года на лейбле Century Media Records. EP стал лучшим хардкор/металкор/дэткор-релизом 2021 года по версии сайта Metal Storm.

## Продвижение
11 июня 2021 года был выпущен сингл «To the Hellfire», который стал самым успешным для группы. Сингл неоднократно признавался лучшим треком 2021 года. На песню был снят клип, режиссёром выступил Эрик ДиКарло.
13 августа, в день выхода EP, был выпущен клип на одноимённую песню, режиссёром которого стал Джои Дюранго.

## Отзывы
| Оценки критиков   | Оценки критиков |
| Источник          | Оценка          |
| ----------------- | --------------- |
| metal.de          | без оценки      |
| Metal Storm       | без оценки      |
| Distorted Sound   | 9/10            |
| New Transcendence | 10/10           |
| Rock 'N' Load     | 10/10           |
| Wall of Sound     | 10/10           |

Рецензент Metal Storm пишет, что группа взяла всё от привлекательности дэткора, от самых тяжёлых брейкдаунов, самых ужасных визгов, самой гнетущей атмосферы, и втиснула всё это в «небольшой 18-минутный пакет, где нет шанса перенапрячь или утомить слушателя».

## Список композиций
| №                   | Название                       | Длительность |
| ------------------- | ------------------------------ | ------------ |
| 1.                  | «To The Hellfire»              | 6:09         |
| 2.                  | «Of The Abyss»                 | 5:43         |
| 3.                  | «…And I Return To Nothingness» | 6:10         |
| Общая длительность: | Общая длительность:            | 18:02        |

## Участники записи

### Lorna Shore
- Остин Арчи — ударные
- Адам Де Микко — соло-гитара
- Эндрю О'Коннор — ритм-гитара
- Уилл Рамос — вокал

### Технический персонал
- Джош Шредер — сведение, мастеринг, продюсирование